# La Pobla de Segur
La Pobla de Segur (em catalão e oficialmente) ou Puebla de Segur (em castelhano) é um município da Espanha na comarca de Pallars Jussà, província de Lérida, comunidade autônoma da Catalunha. Tem 33,38 km² de área e em 2021 tinha 3 050 habitantes (densidade: 91,4 hab./km²).
La Pobla de Segur é o segundo município em importância da comarca Pallars Jussá. A sua riqueza e estilo de vida têm por base o comércio e os serviços, assim como a indústria, o campesinato e a pecuária. Apresenta um clima variado durante o ano, decorrência da sua localização ao pé dos Pirenéus. A área urbana, denominada vila de Pobla de Segur, encontra-se dividida pelo rio Flamiselh que separa os dois núcleos mais importantes da cidade. Na entrada da vila, pela estrada C-13 que vem de Tremp, existe, à esquerda, um polígono industrial e de serviços.
A área de La Pobla de Segur inclui, além da própria vila, os povoados Gramuntilh, Montsor, Puimanhons e São João de Vinhafrescal.

## Etimologia
A palavra Pobla provém de um documento denominado “carta pobla” que consistia em uma outorga pela qual o soberano concedia uma série de privilégios aos que fossem repovoar um determinado território.
Segur procede do termo celta Segodunum, nome dado pelos romanos a várias cidades e que denominava toda a zona onde atualmente existe o território de Pobla de Segur.  

## Núcleos de povoação
O principal núcleo de povoação é a vila de Pobla de Segur; em segundo lugar, existe um núcleo importante que é o povoado São João de Vinhafrescal. Por outro lado, encontram-se próximos ao despovoamento total os povoados Montsor e Puimanhons enquanto o antigo povoado de Gramuntilh tornou-se totalmente despovoado.
A origem geográfica de Pobla Segur, pelo menos parcialmente, encontra-se em Pui de Segur, local onde existiu o primeiro núcleo habitado de Pobla de Segur, conforme defendem alguns historiadores.
Em torno da vila encontramos numerosas casas e sítios, o que supõe um antigo habitat rural bastante importante. Hoje em dia, muitos deles permanecem fechados durante a maior parte do ano, ou mesmo abandonados e em ruínas. Dentre eles é necessário destacar a Borda do Ros, perto da qual encontram-se os restos da igreja românica de São Jaime de Gramuntilh. Encontra-se próxima à estrada N-260 ao nordeste da vila, a uns três quilômetros de distância, onde antigamente existiu a prefeitura de Gramuntilh.
No extremo oeste do território correspondente à Pobla de Segur encontram-se os restos da ermida românica de Santa Madalena de Pobla de Segur, no alto da montanha de mesmo nome.
É necessário adicionar, também, as ruínas do monastério de São Pedro dos Maleses, ao nordeste do território, que teve muita importância na comarca ao longo da Idade Média.
Finalmente, em alguns documentos aparecem igrejas dentro do território de Pobla de Segur das quais não sobreviveu nem sequer o exato local de sua localização. Trata-se, por exemplo, da igreja velha de São Fruitos de Segur (atualmente existe uma nova igreja com o mesmo nome) e a de São Felipe de Segur ou de Toralha.

## A vila de Pobla de Segur

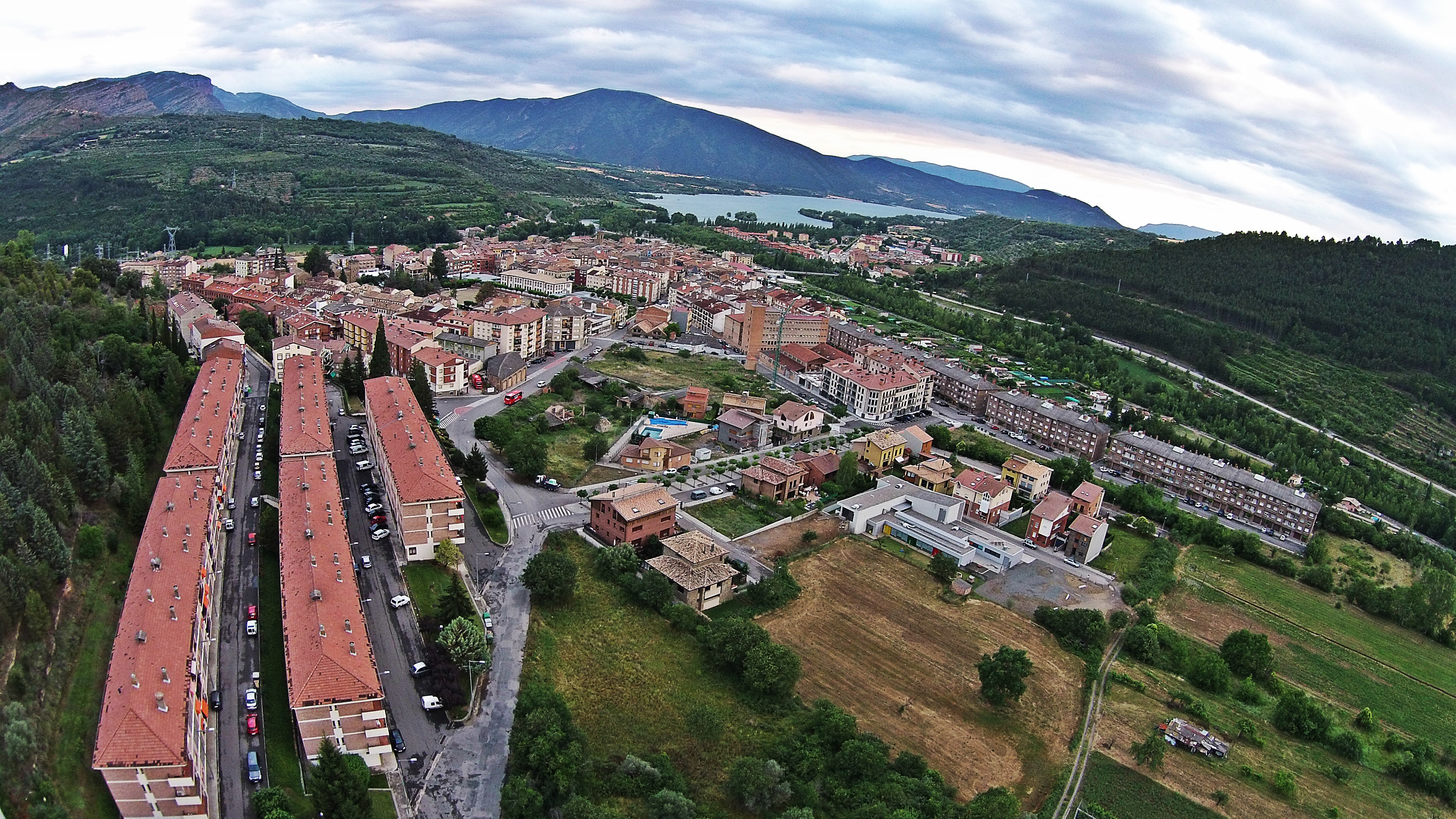
A vila de Pobla deSegur

A vila de la Pobla de Segur é uma povoação de nível médio que é o centro da comarca devido à sua situação estratégica, o que lhe propicia dispor de todos os tipos de serviços.
O núcleo primitivo, cercado por altos muros, situa-se no centro-sul do atual núcleo do povoado, já que as expansões modernas cresceram, principalmente, para o norte e para o oeste. Apesar disso, a primeira expansão, já de origem medieval, foi el Raval, situado a oeste da cidade murada (ruas del Raval e d’Oran). Na Raval existiu a primeira igreja paroquial da Nossa Senhora da Ribera, atualmente desaparecida, e à sua volta se estendia o primeiro cemitério de Pobla. Hoje em dia encontra-se no lugar a praça do Fossar Velh.
Quanto ao aspecto religioso, além de ser sede de um agrupamento de paróquias, concentra no próprio núcleo e no restante do território municipal um importante número de igrejas, ermitãs, capelas e restos de antigas igrejas.
No próprio núcleo encontra-se a igreja barroca da Nossa Senhora da Ribera, consagrada em 1783. A imagem da Nossa Senhora da Ribera foi encontrada no século XIII no rio Noguera Palharesa. Posteriormente, não se sabe quando, foi substituída por uma segunda imagem que, por sua vez, foi destruída, em 1936, durante a Guerra Civil Espanhola. Em 1940, o escultor local Borrelh Nicolau reproduziu a imagem, que é a que podemos ver atualmente na igreja.
Existe também a capela do Coração de Maria, na residência das freiras dessa ordem e a capela da Sagrada Família, dentro do colégio das irmãs dessa
mesma ordem, além da capela do Santo Cristo, no cemitério municipal.
Ainda existe, 1 km a noroeste da vila, rente à margem esquerda do Flamiselh, a capela de São Fruitós.

## Pontos de interesse

### Locais históricos
- A própria vila de Pobla de Segur
- Igreja paroquial moderna da Nossa Senhora da Ribera

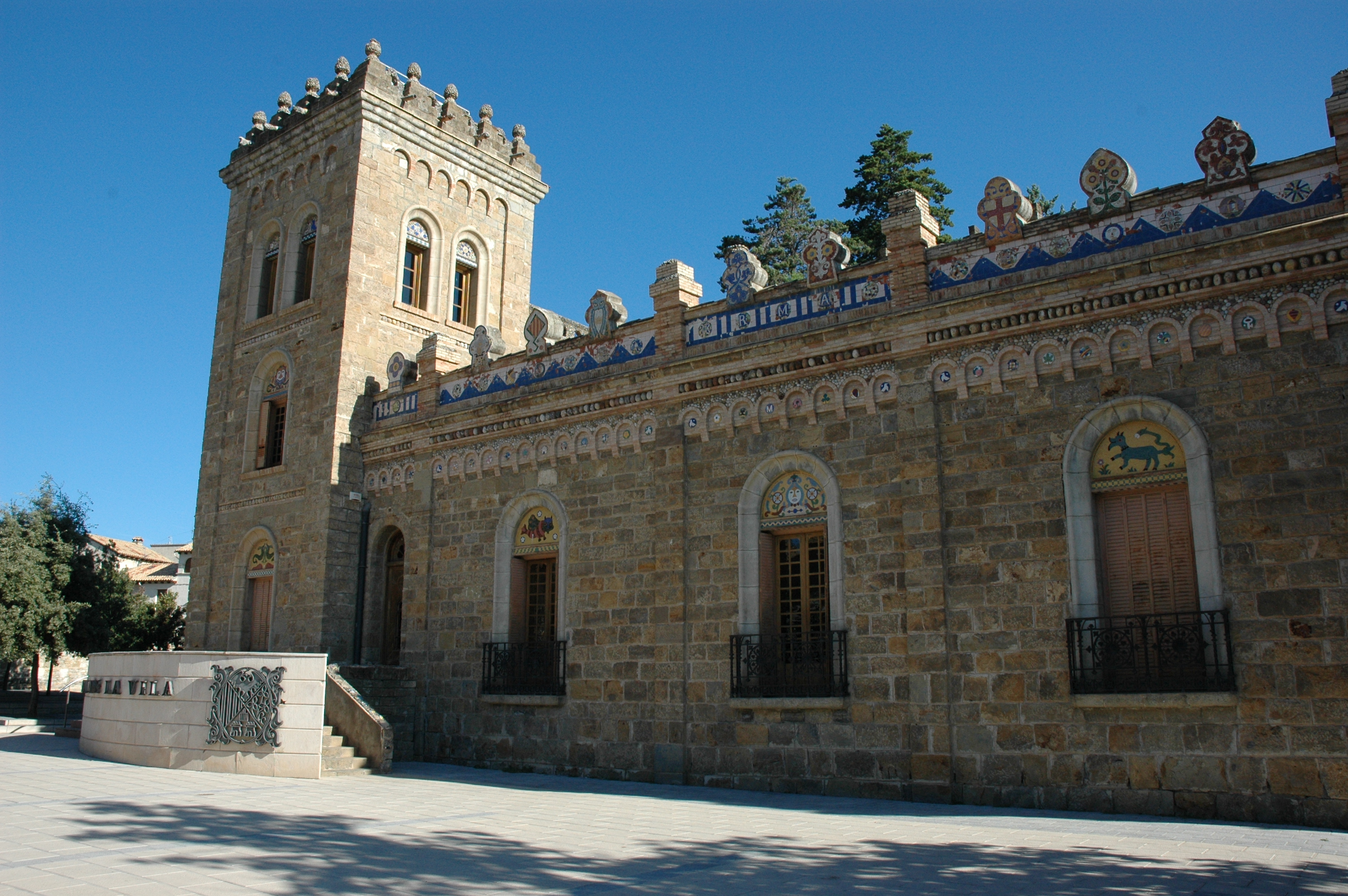
Torre Mauri

- A Torre Mauri é a atual sede da Prefeitura, É possível descobrir as características do modernismo em Palhares visitando a Torre Mauri, um conjunto de dois edifícios do começo do século XX: o moinho de azeite de São José, onde se encontra a célebre escultura de Josep Limona i Bruguera e a Casa Mauri, uma antiga torre de veraneio que combina as formas modernistas salpicada por detalhes neorromânicos, engalanada com mosaicos, obra do prestigiado mosaicista Lluis Brú i Salelles.
- Museu dos Raiers (ver mais abaixo o conteúdo sobre os Raiers). O Museu dos Raiers não se encontra exatamente em Pobla de Segur, mas sim em Pont de Claverol, que foi, por excelência, o povoado raier da bacia do Rio Noguera Palharesa. Entretanto, a proximidade do museu com Pobla torna obrigatória uma visita ao mesmo.
- Centro Social Cooperativa dos Particulares, que é uma entidade dedicada ao desenvolvimento cultural e profissionalizante em regime cooperativo, sem fins lucrativos.
- Antigo povoado Pui de Segur.
- Igreja românica São Miguel do Pui
- Povoado de Gramuntilh
- Povoado de Montsor e sua igreja românica de Santa Maria
- Povoado de Puimanhons e sua igreja românica de São Cristovão
- Povoado de São João de Vinhafrescal e sua igreja românica
- Ruínas do Mosteiro São Pedro das Maleses

### Paisagens
- Conjunto paisagístico de Pobla de Segur, cercado de montanhas (a Serra de Boumort). Surgindo entre estreitos desfiladeiros, os rios Noguera Palharesa e Flamicelh avançam até se juntar ao sul de Pobla. Neste local foi construído um lago artificial que deu origem à represa de Santo Antônio. Com mais de 11 quilômetros de largura, foi executada no princípio do século XX visando a exploração hidráulica. Atualmente é uma paragem idílica onde se pratica a náutica em águas tranquilas.
- Desfiladeiro de Colhegats
- Conjunto paisagístico de Gramuntilh
- Conjunto paisagístico de Montsor

## Festividades

### Tochas (Falles)

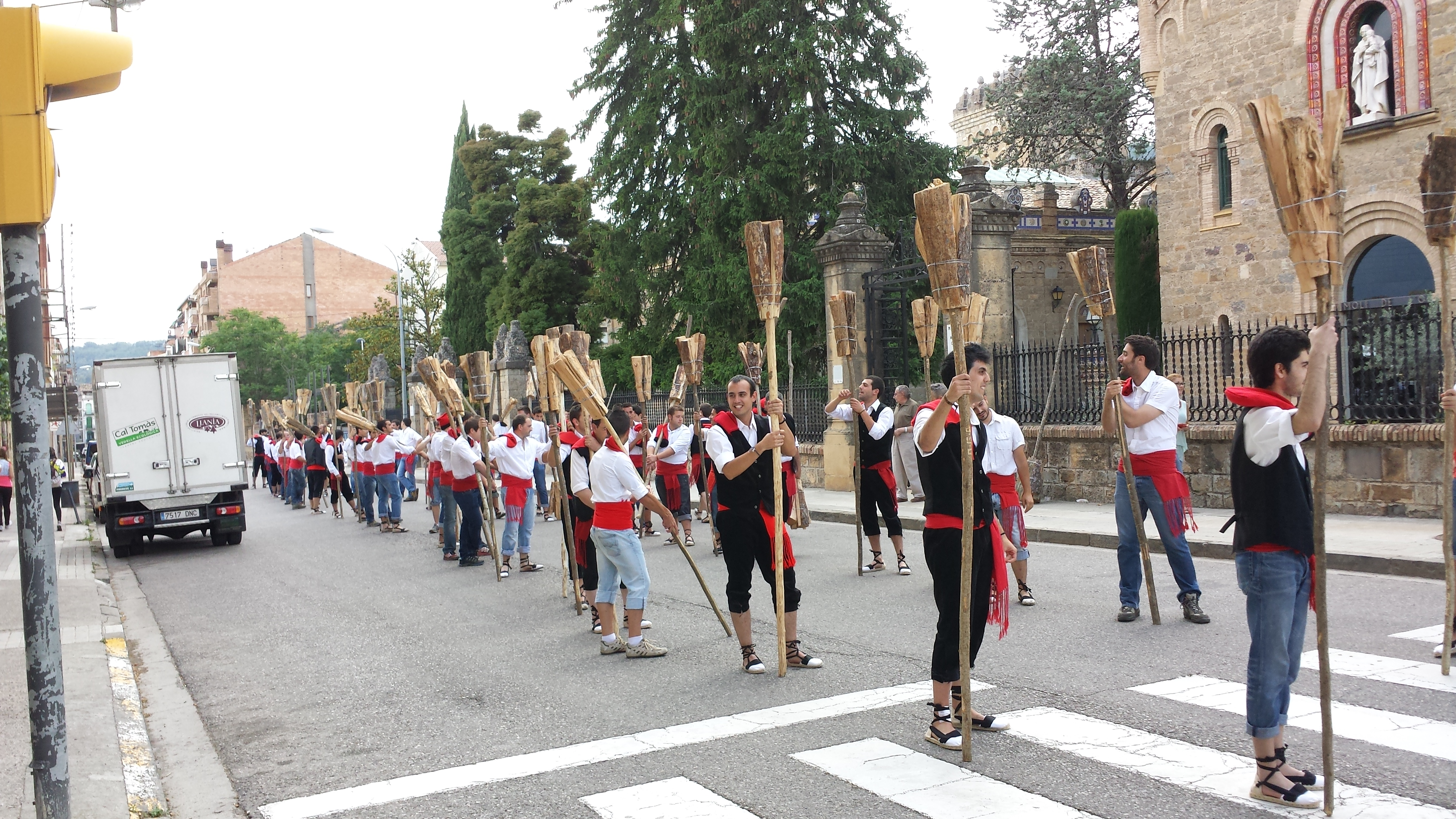
O desfile dos fallaires

É uma festividade em que rapazes e moças, descem a montanha de Santa Madalena em trajes típicos catalães, em fila à noite, em direção a Pobla. Carregam tochas acesas de dois metros de altura propiciando um espetáculo maravilhoso. As tochas são feitas de galhos secos de pinheiro cujo nome em catalão é falla (plural, falles) de onde vem a denominação da festividade.
Chegando à cidade, os fallaires e as pubillas percorrem as ruas a fim de espantar os maus espíritos terminando por jogar as falles numa fogueira acesa no meio do povoado.
Essa é uma festa que tem origem na antiguidade, na época do solstício de verão, e que tinha o propósito de espantar os maus espíritos pelo fogo.

### O Dia dos Raiers (La Diada dels Raiers)
Os raiers eram os homens que desciam os rios que vêm do alto dos Pirenéus transportando madeira. Utilizavam uma espécie de jangada, sem vela, feita de cinco a sete troncos ligados entre si. A descida ocorria na época do degelo, da primavera até o início do verão, quando o fluxo dos rios cresce consideravelmente o que tornava o ofício extremamente arriscado. Eram dois homens que manejavam a embarcação com remos compridos, exigindo muita agilidade para escapar das rochas nas águas caudalosas. Chegando ao destino vendiam a madeira (inclusive a da própria embarcação) e voltavam andando para casa, no alto dos Pirenéus.
O ofício foi extinto no início do Século XX e, hoje em dia, representa importante elemento do folclore palharés, sendo homenageado no Dia dos Raiers, quando a descida pelos rios é retomada no primeiro domingo de julho.

## Como chegar
O território de Pobla de Segur é atravessado basicamente por três estradas que formam a figura de um “Y”. A base do “Y” aponta para o sul e os dois braços para noroeste e nordeste.
A estrada C-13 (Lérida – Esterri d’Áneu) vem de Tremp, Talarn e Salás de Palhars e entra em Pobla exatamente pela sua extremidade meridional, à direita do povoado São João de Vinhafrescal. A sua entrada se dá bem perto da junção dos rios Flamiselh e Noguera Palharesa; a partir daí atravessa a vila e sai em direção ao nordeste por Colhegats, rumo a Sort e Esterri d’Áneu, num traçado paralelo ao Rio Noguera Palharesa.

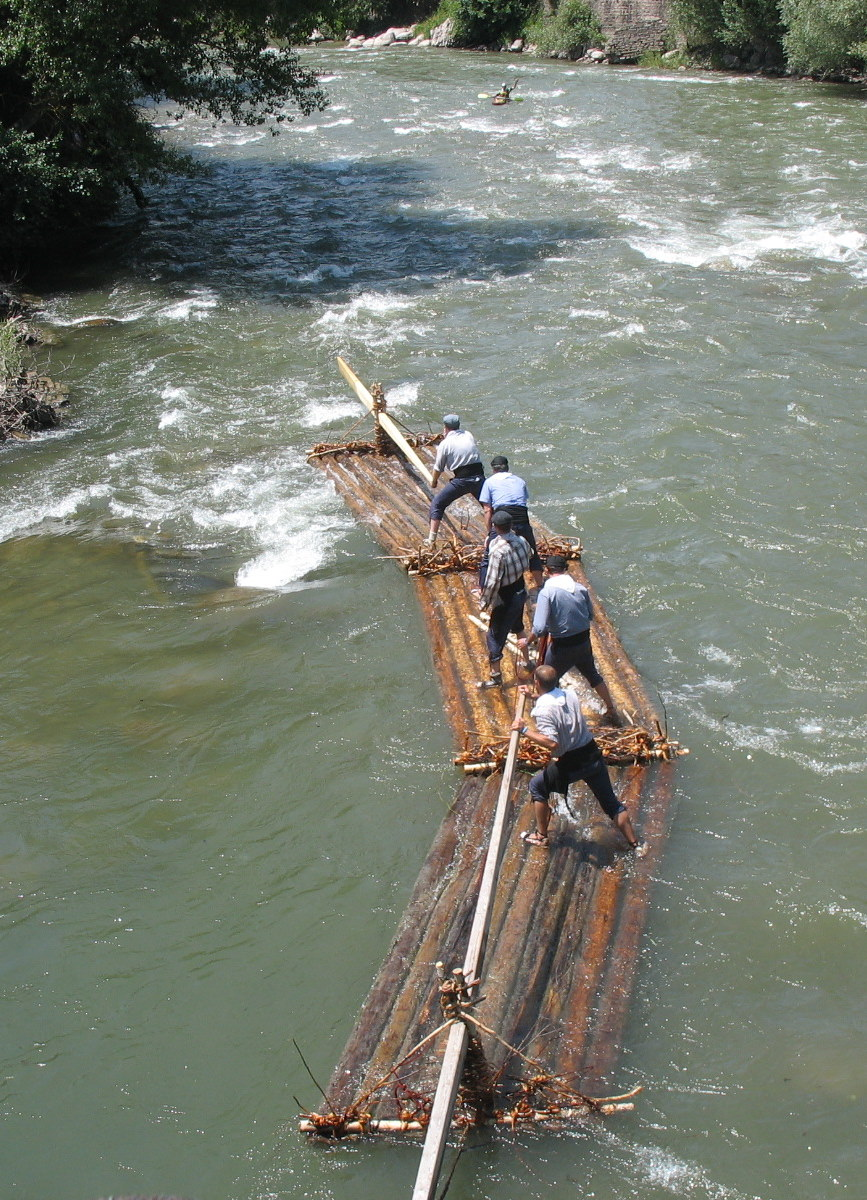
Descida do Rio Noguera Palharesa

A estrada N-260 (Colhdels Balitres - Portbou – Sabiñanigo) atravessa o território de nordeste a noroeste, passando pelo centro da vila e compartilhando parte do seu traçado, entre Sort e Pobla de Segur, com a estrada C-13. Quando chega na vila de Pobla de Segur, cruza todo o o núcleo urbano até alcançar a sua extremidade sul, logo após atravessar o Flamiselh, e segue pela margem direita desse rio encaminhando-se a Senterada e Pont de Suer.
Essas duas estradas formam o “Y” mencionado anteriormente.
Da vila em direção ao noroeste, acompanhando a margem esquerda do Flamiselh, existe outra estrada, a L-522 (Pobla de Segur – N-260 ao Congost d’Erinyá, a Conca de Dalt). Trata-se de uma estrada curta de 6 km, que corre paralela à N-260 e ao Rio Flamiselh até que, na parte mais alta do seu traçado, atravessa o rio e desemboca na N-260, justamente na parte meridional de Congost d’Erinyá.
Não existe, oficialmente, nenhuma outra estrada no território de Pobla de Segur. Porém, é necessário mencionar algumas vias, asfaltadas e em bom estado de conservação, que sem serem reconhecidas como estradas, e por isso sem receber a numeração oficial, fazem, na prática, uma função semelhante. No extremo sul, encontramos uma pista curta que sai da C-13 e acessa o povoado São João de Vinhafrescal. Um pouco mais ao norte, outra pista comunica a zona industrial e de serviços com o antigo povoado de Puimanhons. Ao nordeste do território, da N-260, sai uma via em direção ao noroeste que leva a Gramuntilh. Finalmente, no extremo norte do território encontramos uma pista, que vinda de Montcortes de Palhars e Peracalç, penetra no território de Pobla de Segur a fim de chegar no povoado de Montsor.
Desde 1951, Pobla de Segur possui uma estação de trem que funciona como o terminal norte da linha Lérida-Pobla de Segur. Atualmente, é gerida pelo Estado através da FGC (Ferrocarrils de la Generalitat de Catalunya). Diariamente, um trem em cada sentido liga Pobla de Segur com Tremp, Balaguer e Lérida, além de outras estações intermediárias.
Quanto aos serviços de ônibus, existem duas linhas principais: a que vem de Barcelona via Artesa de Segre e Isona e a que vem do sul, ambas utilizando a via C-13. As duas linhas se juntam em Tremp, sendo que a primeira se subdivide em duas linhas: a de Barcelona à Pobla de Segur e a de Barcelona até Pónt de Rei.
A primeira linha conta com três serviços diários que têm seu final em Pobla de Segur e outros três que prosseguem até Barcelona. Entretanto, somente um serviço em cada sentido é parador, atendendo todos os povoados do caminho: Salás de Palhars, Embrancament de Talarn, Tremp, Vilamitjana, Embrancament de Suterranya, Figuerola d’Orcau, Conques, Isona, Biscarri e Benavent de la Conca, citando apenas os que pertencem à comarca. Na direção de Barcelona, dois circulam de manhã e um à tarde. No sentido contrário, todos os três são à tarde.
Na rota de Barcelona até Pónt de Rei, há dois serviços em cada sentido. Para o Valh d’Aran todos dois são de manhã com pouco tempo de diferença. Para Barcelona, todos dois são à tarde com 40 minutos de diferença entre eles.
Pela estrada C-13 também circula a linha de transporte público de Lérida a Esterri d’Áneu que oferece, na sua passagem por Pobla de Segur, um único serviço em direção a Lérida e que passa às 5:45 pela vila, e outro, no sentido contrário, que passa um pouco depois das 6 da tarde.

## Demografia
| Variação demográfica do município entre 1991 e 2018 | Variação demográfica do município entre 1991 e 2018 | Variação demográfica do município entre 1991 e 2018 | Variação demográfica do município entre 1991 e 2018 | Variação demográfica do município entre 1991 e 2018 |
| --------------------------------------------------- | --------------------------------------------------- | --------------------------------------------------- | --------------------------------------------------- | --------------------------------------------------- |
| 1991                                                | 1996                                                | 2001                                                | 2004                                                | 2018                                                |
| 3115                                                | 2997                                                | 2789                                                | 2961                                                | 2939                                                |